# Hong Eun-ah
Hong Eun-ah (koreanisch 홍은아; * 9. Januar 1980) ist eine ehemalige südkoreanische Fußballschiedsrichterin.
Beim olympischen Fußballturnier 2008 in Peking leitete Hong Eun-ah zwei Gruppenspiele sowie das Halbfinale zwischen Brasilien und Deutschland (4:1).
Beim olympischen Fußballturnier 2012 in London leitete Hong Eun-ah zwei Spiele in der Gruppenphase.
Hong Eun-ah war Schiedsrichterin bei der Asienmeisterschaft 2006 in Australien (zwei Einsätze), bei der Asienmeisterschaft 2008 in Vietnam (drei Einsätze inklusive Spiel um Platz 3) und bei der Asienmeisterschaft 2010 in China (drei Einsätze inklusive Spiel um Platz 3).
Zudem war sie bei der Ostasienmeisterschaft 2005 in Südkorea, bei der U-20-Weltmeisterschaft 2006 in Russland und bei der U-20-Weltmeisterschaft 2010 in Deutschland im Einsatz.